# Gare de Masala
La gare de Masala (en finnois : Masalan rautatieasema) est une gare ferroviaire située dans le village de Masala de la municipalité de à Kirkkonummi en Finlande.